# Kirkus Reviews
Kirkus Reviews är en amerikansk litteraturtidskrift och webbplats startad 1933 av Virginia Kirkus. I tidskriften presenteras bokrecensioner. Sedan 2014 tilldelas även ett pris, kallat Kirkus Prize.